# Église Saint-Martin de Masevaux
Pour les articles homonymes, voir Église Saint-Martin.
L'église Saint-Martin de Masevaux est une église catholique situé à Masevaux, dans le département français du Haut-Rhin.

## Localisation
Ce bâtiment est situé place du Lieutenant-Colonel-de-Gayardon à Masevaux.

## Historique
La ville de Masevaux pense à une nouvelle église depuis 1755. La construction de l'église débute en 1787. Ils sont ensuite repris en 1837 sous le conseil de l’architecte Jacques Kuen, alors membre du  conseil municipal et président du conseil de fabrique. L’édifice est terminé en 1842. 
L'orgue fut conçu par Joseph Callinet et Claude Ignace Callinet. La tribune est petite : 2 mètres de profondeur sur les côtés, 3,30 mètres au milieu, sur 20 mètres de large. L'installation de l'orgue est un exploit.
L'orgue Callinet de Masevaux est inauguré en 1842.
L'édifice est inscrit au titre des monuments historiques depuis 1937.
Le 27 juin 1966, un incendie détruit l'orgue. Roger Vollmer crée un  « Comité pour le remplacement  des orgues Callinet » animé par Louis  Zimmermann. Une aide internationale soutenu par André Malraux permet construire un orgue.
Le grand orgue est conçu par Alfred Kern en 1975,. De plus, un orgue de chœur  conçu par Curt Schwenkedel est installé en janvier 1973. Pierre Chevreau crée le "Festival d'Orgue de Masevaux" en 1977,.